# Jean XIX
Jean XIX (Romano dei conti di Tuscolo), né vers 975 et originaire du Latium, est le 144e pape de l'Église catholique de 1024 à 1032.

## Biographie
Après la mort du dernier « Patricien » de la Maison des Crescentius, les comtes de Tusculum s'emparèrent du pouvoir à Rome et un de leurs descendants fut élevé sur le trône pontifical sous le nom de Benoît VIII, alors que son frère, Romanus, exerçait le pouvoir temporel dans la ville en tant que consul et sénateur. Après la mort de Benoît VIII, Romanus, bien que laïc, fut élu pape le 19 avril 1024. Il entra immédiatement dans les ordres, prit le nom de Jean et tenta de rallier les Romains à sa cause en engageant des dépenses somptuaires. Peu après son accession au trône pontifical, l'empereur d'Orient, Basile II, envoya une ambassade à Rome pour réclamer en son nom la reconnaissance par le Pape du titre de Patriarche œcuménique de Constantinople porté par les patriarches de Constantinople, qui indiquait la prééminence de ces derniers sur les Églises d'Orient. Les riches présents apportés par les émissaires étaient destinés à infléchir le pape, et ce dernier ne semblait pas opposé à accéder aux souhaits byzantins. Bien que les négociations étaient tenues secrètes, l'affaire devint publique et poussa les cercles de penseurs religieux, et tout particulièrement ceux prônant une réforme ecclésiastique en France et en Italie, à agir. L'opinion publique contraint le pape à refuser les requêtes et présents des Byzantins, ce qui poussa le patriarche Eustathe de Constantinople à effacer le nom du Pape des diptyques de ses églises.
Jean invita le célèbre musicien Guido d'Arezzo à visiter Rome et à expliquer la notation musicale qu'il avait inventée. Il couronna aussi empereur le 26 mars 1027 à Rome Conrad II le Salique, élu empereur du Saint-Empire après la mort d'Henri II le 1er juillet 1024, qu'il avait invité, avec l'archevêque de Milan Aribert d'Intimiano, à se rendre en Italie et qui avait reçu en 1026 la couronne de fer de Lombardie après avoir traversé les Alpes, accompagné de deux rois, Rodolphe III de Bourgogne, roi de Bourgogne et Knut le Grand, roi du Danemark, de Norvège et d'Angleterre.
Le 6 avril de la même année, un grand synode se tint dans la basilique du Latran, où la discorde entre les patriarches d'Aquilée et de Grado fut tranchée, sous l'influence de l'Empereur, en faveur du premier. Poppon d'Aquilée (1019–1042) fut ainsi l'unique patriarche, l'évêque étant sous sa juridiction. De plus, le Patriarcat d'Aquilée pris la primauté sur tous les évêques italiens. Deux ans après (1029), Jean XIX révoqua cette décision, et lors d'un nouveau synode restaura le patriarche de Grado dans ses anciens privilèges. Le roi Canut le Grand obtint du Pape la promesse que ses sujets danois et anglais ne soient pas soumis aux taxes douanières lors de leur route vers l'Italie et Rome, et que les archevêques de son royaume ne soient pas aussi lourdement taxés pour l'octroi du pallium. Jean XIX octroya à l'évêque de Silva Candida (près de Rome) le privilège spécial de dire la messe à Saint-Pierre de Rome certains jours. Un antagonisme sur la prééminence entre les archevêques de Milan et de Ravenne fut réglé par le Pape en faveur du premier. Il prit l'abbaye de Cluny sous sa protection, et renouvela ses privilèges malgré l'opposition de Gauslin, évêque de Mâcon, et dans le même temps il réprimanda l'abbé Odilon de Cluny pour avoir refusé l'épiscopat de Lyon. Il éleva la fête de saint Martial, disciple réputé des Apôtres et fondateur de l'Église de Limoges, au rang d'une fête d'apôtre. Le Pape maintint, pour certains évêques français, les droits du Saint-Siège.
Jean XIX semble avoir été le premier pape à produire une indulgence en échange de l'octroi d'aumônes.
Il mourut à la fin de 1032, probablement le 6 novembre. Sa dépouille est inhumée dans l'ancienne basilique Saint-Pierre.